# Zonitis fogoensis
Zonitis fogoensis là một loài bọ cánh cứng trong họ Meloidae. Loài này được Kaszab & Geisthardt miêu tả khoa học năm 1985.